# Pico do Castelo
O Pico do Castelo é um pico situado na ilha do Porto Santo, coberto de coníferas, com 437 metros de altitude. O acesso a este pico efectua-se através de uma estrada que vai até quase ao cimo do pico, onde existe um miradouro com uma vista panorâmica e, também, um local para se fazer piqueniques.
Quase no topo deste pico encontra-se o busto de homenagem a Schiappa de Azevedo, que contribuiu fortemente para a sua arborização.